# Горж (Манш)
Горж (фр. Gorges) насеље је и општина у северној Француској у региону Доња Нормандија, у департману Манш која припада префектури Кутанс.
По подацима из 2011. године у општини је живело 353 становника, а густина насељености је износила 15,57 становника/km². Општина се простире на површини од 22,67 km². Налази се на средњој надморској висини од 15 метара (максималној 38 m, а минималној 1 m).

## Демографија
| 1962. | 1968. | 1975. | 1982. | 1990. | 1999. | 2011. |
| ----- | ----- | ----- | ----- | ----- | ----- | ----- |
| 486   | 521   | 456   | 422   | 425   | 353   | 353   |

График промене броја становника у току последњих година